# Cestoplectus hippleatinus
Cestoplectus hippleatinus är en tvåvingeart som först beskrevs av Frey 1923.  Cestoplectus hippleatinus ingår i släktet Cestoplectus och familjen fritflugor.
Artens utbredningsområde är Filippinerna. Inga underarter finns listade i Catalogue of Life.